# بزدیکوف ناد متویی
بزدیکوف ناد متویی (به چکی: Bezděkov nad Metují) یک منطقهٔ مسکونی در جمهوری چک است که در ناحیه ناخود واقع شده‌است.